# موریس گیب
موریس گیب (به انگلیسی: Maurice Gibb) (زاده ۲۲ دسامبر ۱۹۴۹-درگذشته ۱۲ ژانویه ۲۰۰۳) خوانندهٔ اهل انگلستان بود.
او عضو گروه بی جیز بود.